# La brigada de la gabardina
La brigada de la gabardina (The trenchcoat brigade) es un cómic editado por DC Comics en 1999, dentro de su sello Vertigo Comics, creado por John Ney Rieber (guion), John Ridgway (dibujo), Alex Sinclair (color), Glen Fabry (portadas) y Stuart Moore (editor). En cuatro número narra el reencuentro de la denominada Brigada de la Gabardina, aparecida por primera vez en Los libros de la magia (1990), compuesta por cuatro personajes de la editorial vinculados al mundo de lo esotérico y caracterizados por vestirse habitualmente con gabardina: John Constantine, Mister E, Phantom Stranger y Doctor Occult.

## Sinopsis
La historia se estructura en cuatro capítulos:
- Libro I: Miseria. Asesino por piedad
- Libro II: Miseria. La amabilidad del lobo
- Libro III: Miseria. Los ojos del ciego
- Libro IV: Miseria. Una muerte lenta

En ellos se narra como John Constantine decide convocar a los miembros de la no oficial Brigada de la Gabardina (reunida en Los libros de la magia para guiar al joven Timothy Hunter en su formación como mago) cuando descubre que Mister E anda buscando a un «ruso de ojos verdes» para clavarle una estaca en el corazón. Éste les informa de que ha visto un futuro en el que la humanidad ha sido destruida, y el causante es un hombre al que llama Miseria: el ruso al que anda buscando para impedir el Apocalipsis.
La Brigada viaje entonces a ese futuro devastado para intentar descubrir la identidad de Miseria y la causa del fin del mundo. Allí Constantine identifica a su adversario: en realidad es uno de sus singulares antepasados, un ruso llamado Ptyor Konstantin. Con él retroceden a la Rusia medieval donde, a causa de un sortilegio lanzado por Ptyor, los brigadistas deben enfrentarse a sus demonios internos: el pasado traumático que atormenta a cada uno de los cuatro hechiceros con gabardina. Ptyor intenta entonces, por su cuenta, evitar su destino: busca a su yo juvenil para impedir que cometa su gran pecado. No lo consigue. El joven Konstantin mata al rey de los Leshy, destruye a todo su pueblo y roba El Ojo del Mundo (una joya mística). La hija del rey, Elliana, enamorada de Ptyor, logra sobrevivir, jurando vengarse utilizando El Libro del Fin.
Elliana, sin embargo, es utilizada por el libro como puerta de acceso para M’Nagalah, un dios-cáncer que desencadenará el fin del mundo. La Brigada y Konstantin deberán unir sus fuerzas para evitarlo.

## Denominación
El nombre de “Brigada” fue una ocurrencia de Constantine tras su primer encuentro en Los libros de la magia, derivada de uno de sus habituales comentarios irónicos: «Justo lo que el mundo necesitaba, la carga de la brigada de la gabardina». Se trata de una referencia a la famosa escaramuza militar ocurrida durante la Guerra de Crimea (recogida en el famoso poema La carga de la brigada ligera escrito por Alfred Tennyson): una acción cargada de sinrazón y muerte que en cierto modo simboliza el carácter desesperado y suicida de las misiones de La Brigada de la Gabardina.

## Personajes

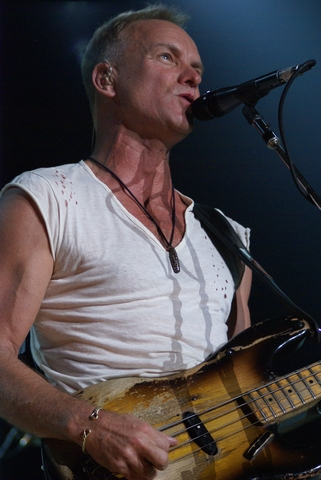
Para crear a John Constantine Moore y Bissette se inspiraron en el cantante Sting.

Los miembros de la Brigada, además de por la magia y la gabardina, se hallan relacionados por derivar todos de un mismo prototipo de personaje gestado en los comienzos del comic-book: el investigador de lo paranormal. Los años 30 fueron el momento de pujanza para la novela negra y para la literatura popular, al tiempo que triunfaban los “hombres misteriosos” que luchaban por la justicia; la fusión de estas tendencias dio a luz a un nuevo personaje: el investigador de sucesos extraños, paranormales, dotado asimismo de cierto hálito sobrenatural.
- Doctor Occult: creado por John Siegel y Joe Shuster (los creadores de Superman) en 1935, es un detective privado especializado en temas extraños. Él y su compañera Rose Psych estuviero a punto de ser sacrificados, de niños, en una ceremonia satánica, siendo salvado por el cónclave mágico de los Siete, quienes les instruyeron en el esoterismo (prohibiéndoles además mantener una relación sentimental). En Los libros de la magia se descubrió que sus almas compartían un mismo cuerpo, lo cual fue explicado en The Justice Society returns: Occult sacrificó su alma en una batalla y Rose se ofreció para aguardarla, y así mantenerlo con vida.

- Phantom Stranger: creado por John Broome y Carmine Infantino en 1952 (con gabardina, no con la capa con la que habitualmente se representa) como un misterioso personaje desenmascarador de supuestos fenómenos sobrenaturales, se consolidó como consejero mágico por excelencia de la Liga de la Justicia. Su origen nunca ha sido revelado, aunque predomina la versión planteada por Alan Moore y Joe Orlando según la cual sería en realidad un ángel que no logró decidir entre Dios y el Diablo, vagando eternamente entre ambos mundos (personalidad aparentemente escogida en La brigada de la gabardina).

- Mister E: creación de Bob Rozaquis y Dan Spiegle (1980), fue redefinido por Neil Gaiman en Los libros de la magia (inspirándose en el Mister A de Steve Ditko) como un hombre torturado, víctima de abusos infantiles a manos de su padre, con una personalidad enferma y fuerte dogmatismo moral; alguien que se niega a sí mismo la posibilidad de cualquier atisbo de felicidad. Fue el gran descubrimiento para el público del cómic de Gaiman.

- John Constantine: sin duda el más famoso de los brigadistas desde su creación en 1985 por Alan Moore y Stephen Bissette en las páginas de La Cosa del Pantano. De hecho, tanto Los libros de la magia como La Brigada del Sombrero derivan de la serie que protagoniza desde los años 80: Hellblazer. Entre los muchos pecados con los que carga, el más relevante seguramente sea el exorcismo fallido de Newcastle que provocó la condena al infierno del alma de una niña llamada Astra.